# Lámbros Katsónis
 (avril 2017).
Lámbros Katsónis (en grec moderne : Λάμπρος Κατσώνης ; en russe : Ламброс Кацонис ; parfois écrit Cazzoni dans les documents contemporains), né en 1752 à Livadiá en Grèce et mort en 1805 en Crimée, était un héros révolutionnaire grec du XVIIIe siècle. Il était aussi chevalier de l'Empire russe et officier, avec le rang de colonel, de l'Armée impériale russe (ou la Marine), décoré d'une médaille de classe IV, et de l'ordre de Saint-Georges.

## Biographie
Né à Livadia, en Crimée, il a rejoint la révolte d'Orloff en 1770, mais pas satisfait du résultat, il construit une petite flotte et  commença à harceler les Ottomans dans la mer Égée. 
En 1778, il rassembla une flotte pirate grecque de 70 navires qui harcelaient les escadrons turcs en Égée, et forcèrent les Ottomans à abandonner l'île de Kastelorizo; Le château de l'île a été renommé en château de Lámbros Katsónis. En 1790, il est battu par les Ottomans lors de la bataille d'Andros.
En 1792, Katsónis avait pris pour base Porto Kagio (Magne) d'où il attaquait sans discernement les navires de tous pavillons ; une flotte ottomane renforcée par une frégate de la marine française le bloqua au cours de l'été à Porto Kagio ; il réussit à s'enfuir en abandonnant ses onze navires et se réfugia à Cythère puis Ithaque. Katsóniss'est échappé à Odessa et à Yalta où il lui a été accordé le domaine de Livadia - ce qui deviendra plus tard le Palais de Livadia  par Catherine la Grande. Il vécut le reste de ses jours là-bas.[réf. nécessaire]
Sa femme était connue sous le nom d'Angelina en Russie, mais son vrai nom était Maria Sophianou. Il avait trois fils et peut-être une fille. Son premier fils a été tué par les Turcs quand il était encore enfant dans l'île grecque de Kéa. Le deuxième, Lykourgos (connu en Russie comme Ликург Ламбрович Качиони), né en 1790 sur une île grecque, et mort en 1863, a eu une brillante carrière d'officier dans l'armée russe, y compris son service au bataillon grec de Balaklava. Le troisième fils, Alexandre né en Crimée, est également devenu officier de l'armée russe. Selon certaines sources, il avait une fille nommée Garyfallia, mais il n'y a aucune information sur sa vie. L'un des petits-fils de Lambros, Spyridon, fils d'Alexandre, était un écrivain russe connu. Il était également le parrain d'Odysseas Androutsos, commandant de la guerre d'indépendance grecque. Il est mort en Crimée[réf. nécessaire].
Le palais de Livadia, la maison d'été des derniers tsars, a été construite sur la propriété Livadia de Katsonis après 1861. Le nom de la propriété lui a été remis par Katsonis, qui l'a nommé après son lieu de naissance; de plus, c'est l'origine du nom de la ville de Livadie elle-même.  C'est là que s'est déroulée la Conférence de Yalta de la Seconde Guerre mondiale. La marine hellénique a nommé quatre de ses navires Katsonis[réf. nécessaire].